# Ammophila instabilis

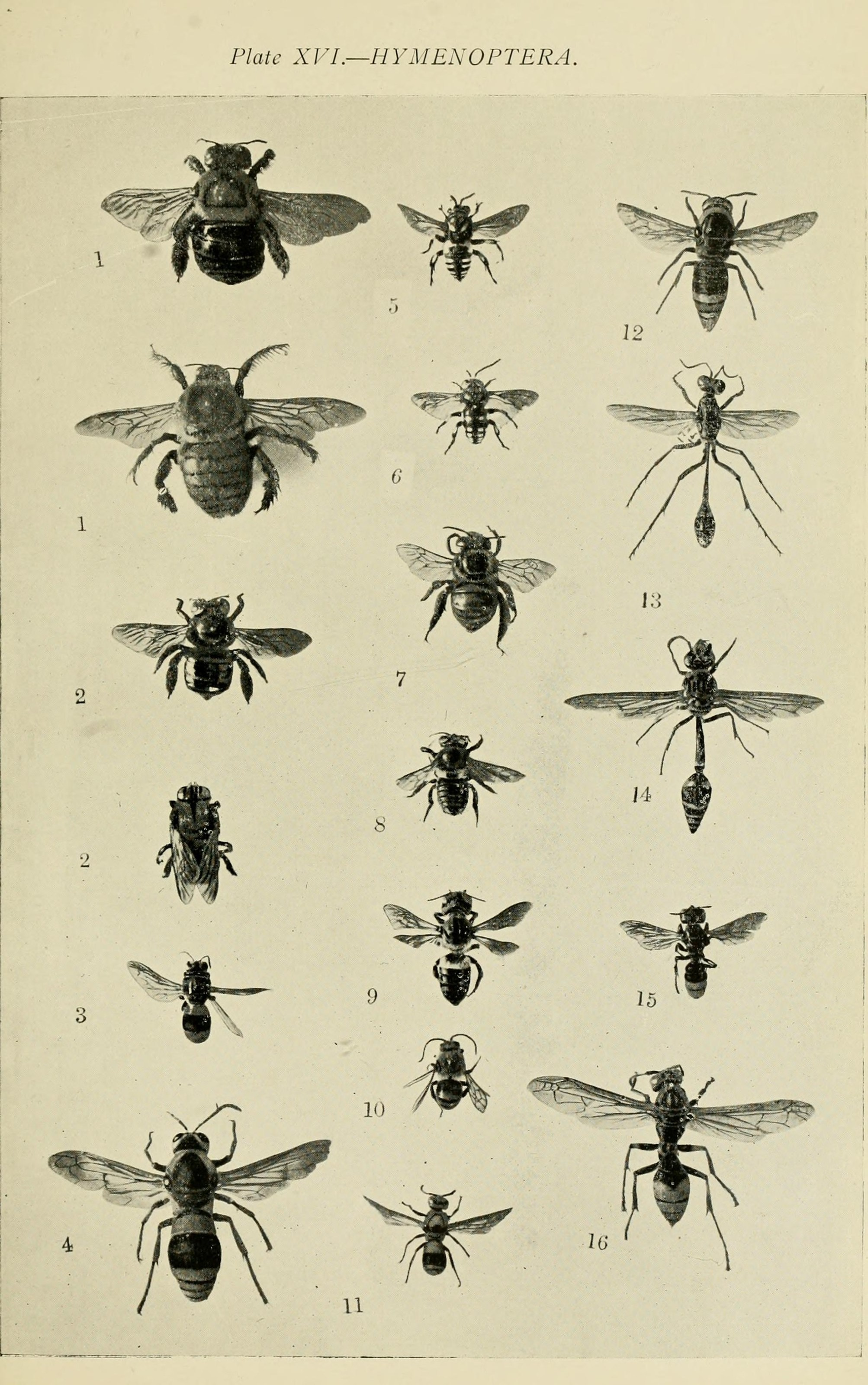
Insectos australianos (Lámina XVI) donde la 13 es Ammophila impatiens=Ammophila instabilis (Sphegidae now Sphecidae)

Ammophila instabilis es una especie de avispa del género Ammophila, familia Sphecidae.

## Taxonomía
Fue descrito por primera vez en 1856 por F. Smith.